# Młodzieżowe Indywidualne Mistrzostwa Polski na Żużlu 2016
Młodzieżowe Indywidualne Mistrzostwa Polski na Żużlu 2016 – 50. edycja turnieju, corocznie organizowanego przez PZMot. Rozegrano trzy turnieje eliminacyjne oraz finał, który odbył się 16 lipca 2016 roku w Częstochowie oraz zwyciężył Daniel Kaczmarek.

## Finał
- Częstochowa, 16 lipca 2016
- Sędzia: Krzysztof Meyze
- NCD: Paweł Przedpełski – 65,09 w wyścigu 5

| Msc. | Zawodnik             | Klub                  | Pkt  |               |   |
| ---- | -------------------- | --------------------- | ---- | ------------- | - |
| 1    | Daniel Kaczmarek     | Unia Leszno           | 14   | (3,2,3,3,3)   |   |
| 2    | Paweł Przedpełski    | Get Well Toruń        | 13+3 | (3,3,3,1,3)   |   |
| 3    | Bartosz Smektała     | Unia Leszno           | 13+2 | (3,1,3,3,3)   |   |
| 4    | Krystian Pieszczek   | Falubaz Zielona Góra  | 12   | (3,3,2,2,2)   |   |
| 5    | Kacper Woryna        | ROW Rybnik            | 10   | (2,2,1,2,3)   |   |
| 6    | Adrian Gała          | Sparta Wrocław        | 9    | (1,2,3,1,2)   |   |
| 7    | Dominik Kubera       | Unia Leszno           | 8    | (1,1,2,3,1)   |   |
| 8    | Hubert Łęgowik       | Włókniarz Częstochowa | 7    | (2,0,2,3,0)   |   |
| 9    | Robert Chmiel        | ROW Rybnik            | 7    | (2,3,1,0,1)   |   |
| 10   | Marcin Nowak         | GKM Grudziądz         | 6    | (0,0,2,2,2)   | 6 |
| 11   | Oskar Bober          | Orzeł Łódź            | 5    | (2,3,0,0,w/u) |   |
| 12   | Mike Trzensiok       | GKM Grudziądz         | 4    | (0,0,0,2,2)   |   |
| 13   | Rafał Karczmarz      | Stal Gorzów Wlkp.     | 4    | (1,2,0,1,0)   |   |
| 14   | Oskar Polis          | Włókniarz Częstochowa | 4    | (1,1,1,0,1)   |   |
| 15   | Adrian Cyfer         | Stal Gorzów Wlkp.     | 3    | (0,1,0,1,1)   |   |
| 16   | Dawid Wawrzyniak     | Wybrzeże Gdańsk       | 1    | (0,0,1,0,0)   |   |
| 17   | Sebastian Niedźwiedź | Falubaz Zielona Góra  |      | (ns)          |   |

Bieg po biegu
1. [65,84] Kaczmarek, Woryna, Gała, Cyfer
2. [65,60] Smektała, Chmiel, Polis, Wawrzyniak
3. [65,61] Pieszczek, Łęgowik, Karczmarz, Trzensiok
4. [65,67] Przedpełski, Bober, Kubera, Nowak
5. [65,09] Przedpełski, Kaczmarek, Smektała, Trzensiok
6. [65,30] Pieszczek, Woryna, Polis, Nowak
7. [65,23] Chmiel, Gała, Kubera, Łęgowik
8. [65,11] Bober, Karczmarz, Cyfer, Wawrzyniak
9. [65,51] Kaczmarek, Łęgowik, Polis, Bober
10. [65,39] Smektała, Kubera, Woryna, Karczmarz
11. [65,70] Gała, Nowak, Wawrzyniak, Trzensiok
12. [65,38] Przedpełski, Pieszczek, Chmiel, Cyfer
13. [65,41] Kaczmarek, Nowak, Karczmarz, Chmiel
14. [65,68] Łęgowik, Woryna, Przedpełski, Wawrzyniak
15. [65,64] Smektała, Pieszczek, Gała, Bober
16. [66,35] Kubera, Trzensiok, Cyfer, Polis
17. [66,43] Kaczmarek, Pieszczek, Kubera, Wawrzyniak
18. [67,06] Woryna, Trzensiok, Chmiel, Bober (w/u)
19. [66,43] Przedpełski, Gała, Polis, Karczmarz
20. [66,51] Smektała, Nowak, Cyfer, Łęgowik

Bieg dodatkowy o 2. miejsce
21. [67,01] Przedpełski, Smektała